# Лампобатангская крыса
Лампобатангская крыса (лат. Bunomys coelestis) — вид грызунов семейства Мышиных рода Сулавесские горные крысы. Описан Олдфилдом Томасом в 1896 году.
Эндемик острова Сулавеси (Индонезия). Естественная среда обитания — сухие субтропические леса.
Из-за ограниченного ареала и постоянного уничтожения естественных мест обитания вида, лампобатангская крыса находится в критическом состоянии в плане угрозы к исчезновению (категория «CR»).